# Ali MacGraw
Elizabeth Alice "Ali" MacGraw (født 1. april 1939) er en amerikansk skuespiller, som er kendt for blandt andet sin rolle i Love Story, som indbragte hende en Golden Globe og en Oscar-nominering.

## Opvækst og karrierens indledning
Ali MacGraw er datter af et kunstnerpar med henholdsvis ungarsk-jødisk og skotsk baggrund. Hun har en bror, der som sine forældre er kunstner. Hun gik på Wellesley College og arbejdede efter sin eksamen som fotografassistent på Harper's Bazaar for den legendariske modeekspert Diane Vreeland, og hun arbejdede der i seks år. Hun arbejdede også på Vogue som fotomodel og stylist for fotografer. Endvidere har hun arbejdet som indretningsarkitekt og medvirket i tv-reklamefilm. 
Hun medvirkede i sin første film, Den hårde kerne, i 1968 i en lille rolle, og i den anden film, Goodbye, Columbus, året efter havde hun en betydelig rolle, som gav en vis opmærksomhed.

## Stjernestatus
Med rollen som Jennifer i Love Story fik Ali MacGraw et gigantisk gennembrud, idet filmen blev en af årets mest omtalte og modtog en række priser. MacGraw fik Golden Globe-prisen for bedste kvindelige hovedrolle i et drama, og hun blev ligeledes Oscar-nomineret. Efter succesen kom der et billede af Ali MacGraw på forsiden af Time Magazine, og efter at have indspillet blot fire film blev hun inviteret til at sætte sit fodaftryk og sin autograf i Grauman's Chinese Theatre i Los Angeles.
Den næste store filmsucces for MacGraw var i Getaway - vild flugt fra 1972, hvor hun spillede sammen med Steve McQueen. De to blev gift året efter, men blev skilt i 1978. Under sit ægteskab med McQueen indspillede hun ikke film, men det genoptog hun fra 1978 med roller i blandt andet Convoy og Hvad vil du ha'?.
Fra 1980'erne og frem spillede Ali MacGraw mest med i tv-produktioner, og hun var blandt andet med i flere afsnit af Dollars. Hun havde i en periode alkoholproblemer, hvilket hun beskriver i sin selvbiografi Moving Pictures, og hun kom på afvænning på Betty Ford Center. I selvbiografien afslører hun endvidere, at hun havde et stort behov for mandligt selskab. 
Skuespilarbejdet er fortsat med at falde i omfang, og siden 1997 har hun ikke medvirket i hverken film eller tv-dramatik. Hun har siden 1994 boet i Santa Fe, New Mexico, og hun har fra omtrent samme tid interesseret sig for hatha yoga. I den sammenhæng har hun indspillet en yoga-video sammen med den amerikanske yogaekspert Erich Schiffmann; videoen med titlen Ali MacGraw Yoga Mind and Body blev en salgssucces i mange år og har været medvirkende til yogaens fortsatte popularitet i USA også i det ny årtusinde. 
I 2006 fik MacGraw sin debut på Broadway i teaterudgaven af Festen. Siden sit gennembrud har Ali MacGraw med jævne mellemrum optrådt på lister over smukke kvinder, og i 2010 viste hun sig i det populære Oprah Winfrey-show, hvor hun blev genforenet med Ryan O'Neal, som var hendes medspiller i Love Story. I dette program fremgik det, at O'Neal havde været vild med MacGraw under indspilningen og havde foreslået hende, at de skulle stikke af sammen, skønt de begge var gift på det tidspunkt. Eftersom de begge var alene nu, sagde O'Neal, at han ville invitere MacGraw ud igen.

## Dyrevelfærd
Ali MacGraw har hele livet været glad for dyr og blandt andet været hundeejer. Hun har også været kendt for at tale dyrenes sag, og i 2006 indspillede hun en oplysningsfilm, der opfordrer folk til at huske at tage deres kæledyr med, hvis det område, de bor i, hærges af omfattende brande. Endvidere har hun skrevet forord til bogen Pawprints of Katrina af Cathy Scott. Bogen handler om den største redningsaktion for kæledyr i USA's historie efter Katrinas hærgen.

## Privatliv
MacGraw har afsløret, at hun, da hun var i begyndelsen af tyverne, fik en illegal abort. I 1961-62 var hun gift med bankmanden Robin Hoen, og 24. oktober 1969 blev hun gift med filmproduceren Robert Evans. Sammen fik de sønnen Josh Evans, der også kom til at arbejde med film. MacGraw og Evans blev skilt i 1972, efter at hun havde fået et forhold til Steve McQueen, mens de indspillede Getaway. Trods skilsmissen har MacGraw og Evans bevaret et godt forhold og har været set sammen ved flere lejligheder siden. 13. juli 1973 blev hun gift med McQueen, et ægteskab der dog blot holdt til 1978, hvor McQueen fik et forhold til en anden kvinde. Herefter har MacGraw ikke været gift igen. 

## Filmografi
| År   | Titel                   | Rolle                | Noter |
| ---- | ----------------------- | -------------------- | --- |
| 1968 | Den hårde kerne         | Melody               | |
| 1969 | Goodbye, Columbus       | Brenda Patimkin      | Golden Globe for mest lovende kvindelige debutant Nomineret — BAFTA Award for bedste debutant                |
| 1970 | Love Story              | Jennifer Cavilleri   | Golden Globe for bedste kvindelige skuespiller i et drama Nomineret — Oscar for bedste kvindelige hovedrolle |
| 1972 | Getaway - vild flugt    | Carol McCoy          | |
| 1978 | Convoy                  | Melissa              | |
| 1979 | Players                 | Nicole Boucher       | |
| 1980 | Hvad vil du ha'?        | Bones Burton         | |
| 1983 | The Winds of War        | Natalie Jastrow      | Tv-miniserie                                                                                                 |
| 1983 | China Rose              | Rose                 | Tv-film |
| 1985 | Dollars                 | Lady Ashley Mitchell | Tv-serie (14 episoder)                                                                                       |
| 1986 | Murder Elite            | Diane Baker          | |
| 1992 | Survive the Savage Sea  | Claire Carpenter     | Tv-film |
| 1993 | Gunsmoke: The Long Ride | Uncle Jane Merkel    | Tv-film |
| 1994 | Natural Causes          | Fran Jakes           | |
| 1997 | Glam                    | Lynn Travers         | |